# Trifluormethansulfonsäureanhydrid
Trifluormethansulfonsäureanhydrid, abgekürzt Tf2O, ist eine farblose, ätzende und gesundheitsschädliche Flüssigkeit, die in organischen Lösungsmitteln gut löslich ist, mit protischen Lösungsmitteln jedoch heftig unter Hydrolyse reagiert. Sie ist das Anhydrid der Trifluormethansulfonsäure. Die Verbindung ist ein besonders starkes Elektrophil, sie wird zum Einführen der Triflylgruppe genutzt. Eine Übersicht über verschiedene Reaktionen ist in der Literatur gegeben.

## Darstellung und Gewinnung
Trifluormethansulfonsäureanhydrid kann durch Kondensation aus Trifluormethansulfonsäure mittels Phosphorpentoxid oder Phosphorpentachlorid gewonnen werden.

## Verwendung
In der präparativen organischen Chemie wird durch Trifluormethansulfonsäureanhydrid eingeführte Triflylgruppe als gute Abgangsgruppe genutzt. Mit Alkoholen ergeben sich Alkyltriflate, die u. a. für Alkylierungen verwendet werden. Aus Carbonylverbindungen und Phenolen ergeben sich Vinyl- und Aryltriflate, die in der Heck-Reaktion oder anderen Kreuzkupplungen eine überlegene Alternative zu Haliden darstellen. Es dient ebenfalls als gute Abgangsgruppe bei Aminierungen, Carbonylierungen oder Heterocyclisierungen. Aus Bis(trifluormethansulfonyl)methan und Trifluormethansulfonsäureanhydrid kann Tris(trifluormethansulfonyl)methan gewonnen werden.